# Canal seco interoceánico
Der Canal seco interoceánico (deutsch: Interozeanischer Trockenkanal) ist ein Verkehrsprojekt in Costa Rica, bei dem durch eine Eisenbahn- und Autobahnverbindung der internationale Güterverkehr von der Atlantik- zur Pazifikküste für Containerschiffe transportiert werden soll. Er ist für Frachtschiffe vorgesehen, die für den erweiterten Panamakanal zu groß sind.

## Planung
Im Jahr 2016 unterbreitete das Unternehmen Cansec Costa Rica CSCR S.A. dem Consejo Nacional de Concesiones (CNC) und dem Verkehrsministerium von Costa Rica ihren Verkehrswegeplan zum Bau eines Canal Verde Interoceánico. Er umfasst die Errichtung eines Containerhafens in Parismina, 40 km nördlich von Puerto Limón gelegen, sowie eine 315 km lange 10-spurige Autobahn- und eine Eisenbahnverbindung im flachen Norden des Landes nahe der Grenze zu Nicaragua zur Bucht von Santa Elena am Pazifik. Beide Endpunkte erhielten einen Flughafen, Kraftwerke und weitere Infrastruktur. Die Kosten würden 16 Milliarden US-Dollar betragen und von einer internationalen Investorengruppe aufgebracht. Die Container könnten auf diesem Weg in 27 Stunden von Küste zu Küste transportiert werden, schneller und preiswerter als durch den Panamakanal. Das Projekt könnte in einer Bauzeit von fünf Jahren realisiert werden.
Ein weiteres Unternehmen, die America's Gateway Development Corporation Ltd., plant hingegen, den Containerhafen in Moín nahe Puerto Limón zu bauen und aus Gründen des Umweltschutzes sowie der Kosten nur eine Eisenbahnverbindung zu errichten. Der Standort des Hafens an der Pazifikküste wurde noch nicht konkretisiert, er würde jedoch außerhalb der Nationalparks Guanacaste und Santa Rosa liegen. Auch dieses Projekt würde 16 Milliarden US-Dollar kosten und 80 000 Arbeitsplätze generieren. Hier beträgt die geplante Bauzeit ebenfalls fünf Jahre und das Projekt würde genau dann fertiggestellt, wenn der Bedarf für eine Alternativverbindung zum Panamakanal für Mega-Schiffe zunimmt.

## Politische Entscheidung
Die Regierungsbehörde CNC gab am 16. April 2020 ihre Entscheidung bekannt, nach genauer Prüfung den Plan des Unternehmens Cansec abzulehnen, er sei nicht detailliert genug. Des Weiteren sei die Prognose des zu erwartenden Transportvolumens von jährlich 60 Millionen TEUs zu spekulativ und unrealistisch. Sie entspreche der fast vierfachen Containerfracht, die aktuell (2020) den Panamakanal passiert. Das Unternehmen erklärte, es werde in Berufung gehen.